# 蘇彦
蘇 彦（そ げん、? - ?）は、五胡十六国時代後趙及び冉魏の人物。

## 生涯
後趙に仕え、将軍に任じられた。
349年11月、輔国大将軍石閔（冉閔）が司空李農・右衛将軍王基と結託して後趙君主石遵の廃立を企てた。蘇彦はこれに加担し、周成と共に3千の兵を率いて石遵捕縛に向かった。この時、石遵は南台において婦人と碁に興じており、蘇彦らはこれをすぐさま捕らえた。石遵は琨華殿において処刑され、代わって石鑑が皇帝に擁立された。
350年1月、冉閔が魏国を興すと、常山郡太守に任じられた。
352年1月、襄国で皇帝を称していた劉顕が常山に侵攻すると、蘇彦は冉閔に援軍を要請した。冉閔自ら8千の騎兵を率いて救援に到来すると、劉顕に大勝し、そのまま襄国まで攻め入り、劉顕の勢力を滅ぼした。
4月、前燕の輔国将軍慕容恪が冉魏討伐の兵を挙げると、冉閔は魏昌の廉台において迎え撃つも敗れ、捕らえられてしまった。同月、前燕の輔弼将軍慕容評と中尉侯龕が騎兵1万を率いて鄴を包囲すると、蘇彦は常山を放棄して新興へ逃亡した。その後の動向は不明である。